# Ennomos alniaria
Ennomos alniaria là một loài bướm đêm trong họ Geometridae.

## Hình ảnh

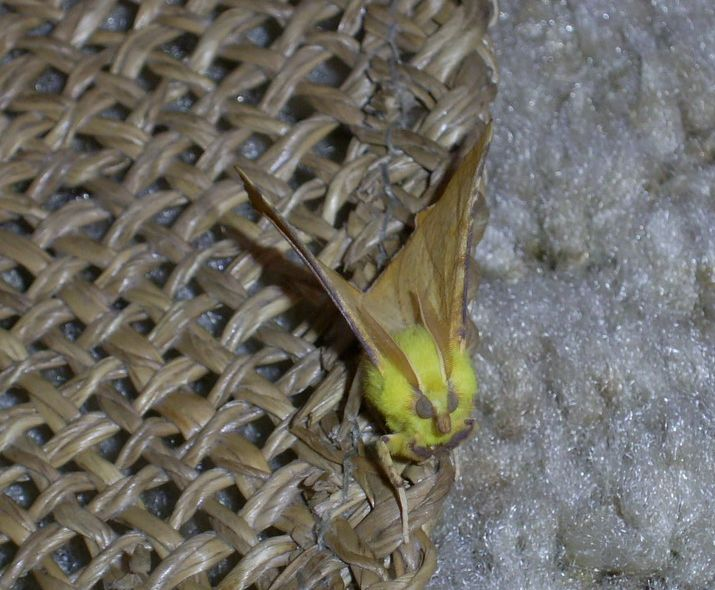
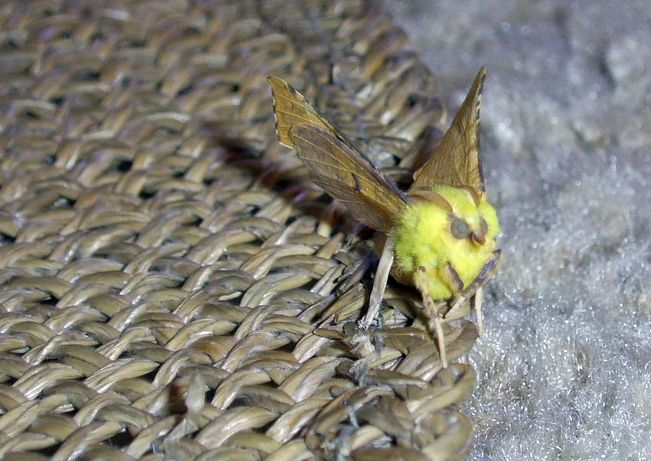
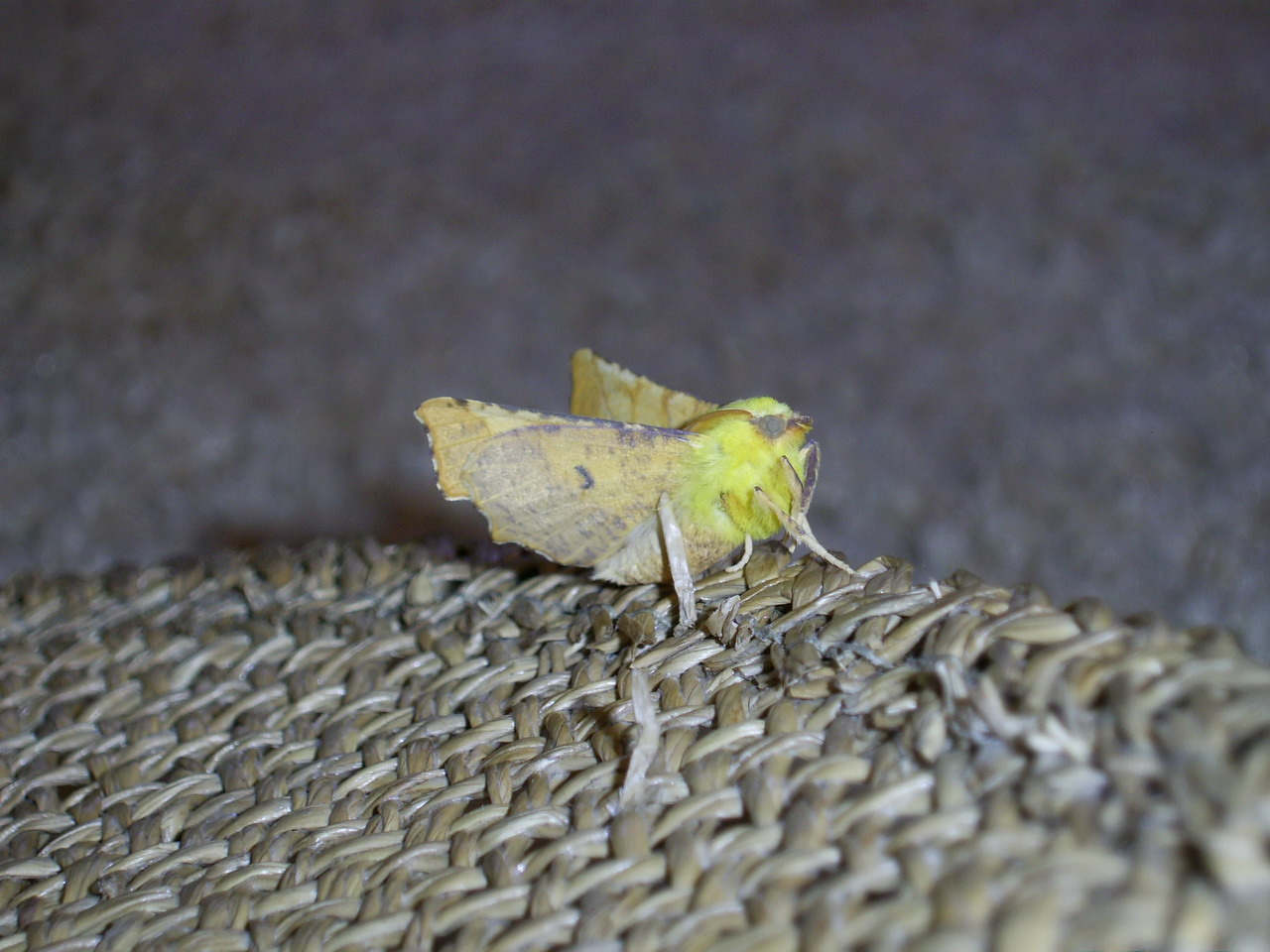
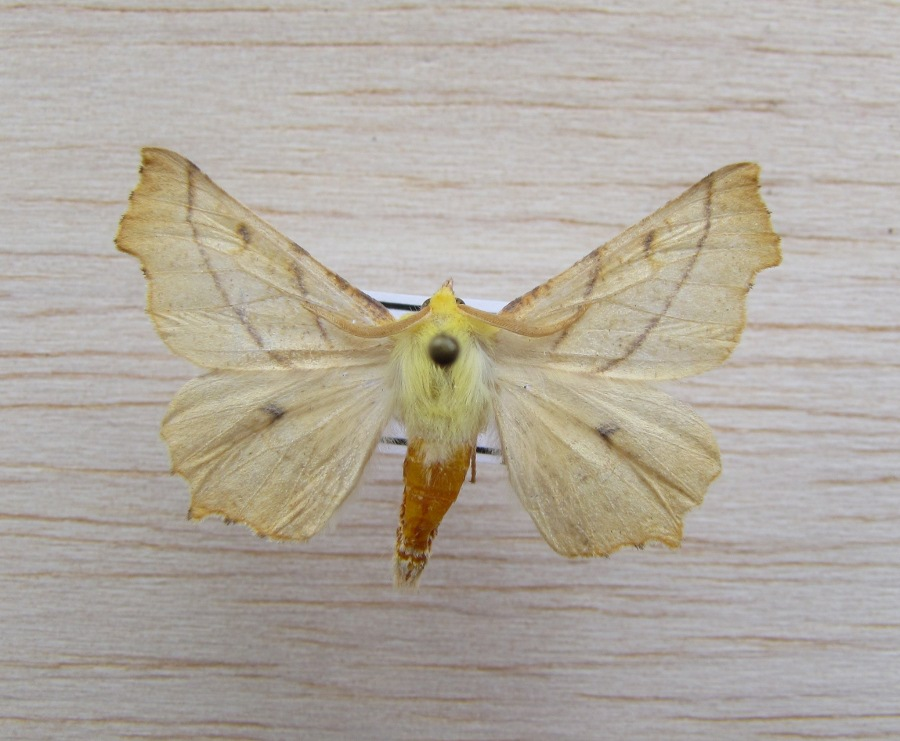